# 兰道尔祭坛画
《兰道尔祭坛画》（德语：Landauer Altar ）又名《圣三一的崇拜》（Allerheiligenbild）是德国文艺复兴艺术家阿尔布雷希特·丢勒的一幅木板油画，绘制于 1511 年，现藏于奥地利维也纳艺术史博物馆。

## 历史
纽伦堡的富商马修斯·兰道尔（Matthäus Landauer）1501年与伊拉斯谟·席尔特克罗特（Erasmus Schiltkrot）共同创建了慈善机构“十二兄弟之家”（Zwölfbrüderhaus），可以容纳12名无法维持生计的工匠；兰道尔本人从1510年起一直住在这里，直到去世。“十二兄弟之家”内设有一座
供奉圣三一和诸圣的小堂。1508年，兰道尔向丢勒订制了这幅小堂的祭坛画。三年后，丢勒交付了这幅祭坛画，悬挂在小堂内。